# Teumessisk ræv
Den teumessiske ræv var i græsk mytologi et helligt dyr som Dionysos sendte til byen Theben for at straffe beboerne for forfærdelige kriminalitet. Mange slog sig sammen for at fange dyret, men dyret var magisk og med sin magi terroriserede det byen længe, yderligere gjorde magien at det ikke kunne fanges.
Laelaps var en offergave fra Europa, det var en hund der havde evnen til aldrig at tabe en jagt. 
Da Creon, kongen af tyve, opdagede Laelaps' evner, befalede Creon en af sine undersåtter et møde med Zeus. 
Han ville have hjælp af Zeus' hund Laelaps til at fange ræven der ikke kunne fanges. 
Dette ekstreme paradoks, ræven der ikke kunne fanges, imod hunden der ikke kunne tabe, gjorde Zeus fortvivlet. Da der var en manglende logik omkring jagten, kunne Zeus ikke lade det paradoks ske på jorden. I stedet lod han dem begge blive til stjernebillederne Canis Minor (Lille Hund) og Canis Major (Store Hund).